# Římskokatolická farnost Slup
Římskokatolická farnost Slup je územní společenství římských katolíků s farním kostelem Jména Panny Marie ve znojemském děkanství.

## Historie farnosti
Kostel se ve Slupi připomíná prvně roku 1228, původně byl románský. Současná stavba je pozdně gotická z konce 15. století, upravovaná barokně v 17. století a klasicistně roku 1845. Na hlavním oltáři stojí uctívaná mariánská socha z 15. století.

## Duchovní správci
Od 1. srpna 2009 do června 2015 byl administrátorem excurrendo R. D. Jindřich Čoupek,který je zároveň moderátorem farního tým FATYM Přímětice-Bítov. K 1. červenci 2015 byl administrátorem excurrendo ustanoven R. D. Mgr. Pavel Sobotka.
FATYM Přímětice-Bítov je společenství katolických kněží, jáhnů a jejich dalších spolupracovníků. Působí v brněnské diecézi od roku 1996. Jedná se o společnou správu několika kněží nad větším množstvím farností za spolupráce laiků. Mimo to, že se FATYM stará o svěřené farnosti, snaží se jeho členové podle svých sil vypomáhat v různých oblastech pastorace v Česku.

## Bohoslužby
| Kostel            | Místo | Bohoslužba (den) | Hodina              | Poznámka     |
| ----------------- | ----- | ---------------- | ------------------- | ------------ |
| Jména Panny Marie | Slup  | neděle           | 8.00 (nepravidelně) | farní kostel |

## Aktivity ve farnosti
Dnem vzájemných modliteb farností za bohoslovce a bohoslovců za farnosti brněnské diecéze je 17. říjen. Adorační den připadá na 13. června. Farnost se v roce 2013 zapojila do projektu Noc kostelů.
V roce 2009 byla na kostele opravena celá střecha. Báň opravená v roce 2010 zvítězila v soutěži o nejlépe opravenou památku Jihomoravského kraje v roce 2010. 
FATYM vydává čtyřikrát do roka společný farní zpravodaj (velikonoční, prázdninový, dušičkový a vánoční) pro farnosti Vranov nad Dyjí, Přímětice, Bítov, Olbramkostel, Starý Petřín, Štítary na Moravě, Chvalatice, Stálky, Lančov, Horní Břečkov, Prosiměřice, Vratěnín, Citonice, Šafov, Korolupy, Těšetice, Lubnice, Lukov, Práče a Vratěnín.
Ve farnosti se koná Tříkrálová sbírka. V roce 2017 činil její výtěžek 13 165 korun. Při sbírce v roce 2019 se vybralo 13 279 korun.